# Os Conchas
Os Conchas foram um duo português dos anos 60, constituído por José Manuel Concha (1939 – 17 de julho de 2022) e Fernando Gaspar «Concha» (1938 – 1998).

## Carreira
José Manuel Concha e Fernando Gaspar conheceram-se no final dos anos 50 quando jogavam futebol, um nos juniores do Oriental e o outro nos juniores do Sporting.
Em 1960, os Conchas venceram a primeira edição do concurso "Caloiros da Canção" da Rádio Renascença na categoria de grupos. Já Daniel Bacelar foi o vencedor na categoria de artista a solo. Em setembro de 1960 é editado um EP conjunto: "Caloiros da Canção 1", com versões dos Conchas para "Oh Carol" e "Quero o Teu Amor" ("Should We Tell Him" dos Everly Brothers). Os outros dois temas eram "Fui Louco Por Ti" e "Nunca", da autoria de Daniel Bacelar.
Ainda em 1960, os Conchas editaram um novo EP: "Novos ídolos da Canção", com os temas "Adão e Eva" da versão de Paul Anka, "Serás Tu Para Mim" ("Let it be me"), "Sonhos" ("Dreamin' ") e "O Fantoche do Amor" ("Cathy's Clown"). O EP "Green Fields", de 1961, inclui os temas "Greenfields" (Verde Campina), "Oh!Jenny", "Poesia Em Movimento" e "Don Juan". Ainda em 1961, é editado o EP: "Em Férias" constituído pelos temas "Venham As Férias", "Férias", "Romance Férias" e "A Hora Do Adeus". Em 1962, os Conchas editaram os EP's "Tentação" e "Somos Jovens".
O EP "Somos Jovens" foi o último lançamento dos Conchas, que viriam a separar-se quando foram convocados para o serviço militar, em 1962.
José Manuel Concha prosseguiu com uma carreira a solo, gravou outros discos e atuou para várias comunidades portuguesas. Como José Manuel Concha & o Conjunto Os Conchas, foi editado um EP com os temas: "Sebastião Come Tudo", "Uma Guitarra E Um Copo De Vinho", "Suzana" e "Novo Fado Da Severa".
Fernando Gaspar também prosseguiu com uma carreira a solo, lançando vários discos entre 1963 e 1976. Em 1974, é lançada a música "As Palavras", interpretada por Fernando e pela atriz Elisa Lisboa.
Em 1975, Fernando Gaspar participa no Festival RTP da Canção 1975 com a música "Leilão de lata", alcançando o décimo e último lugar.
Fernando Gaspar «Concha» faleceu em 1998, vítima de diabetes.
Em 2015, José Manuel Concha foi convidado pelos The Lucky Duckies para com eles cantar o tema "Dreamin' ".
José Manuel Concha faleceu a 17 de julho de 2022, aos 83 anos, vítima de uma infeção respiratória.

## Discografia
- Caloiros da Canção 1 - Duo Os Conchas & Daniel Bacelar (1960) - SLEM 2062? [Oh! Carol / Quero o Teu Amor]
- Novos ídolos da Canção (1960) - SLEM 2066 [Adão e Eva / Serás Tu Para Mim / Sonhos / O Fantoche do Amor]
- Greenfields (1961) - SLEM 2084 [Greenfields (Verde Campina) / Oh! Jenny / Poesia Em Movimento / Don Juan]
- Em Férias Com Os Conchas (1961) - SLEM2097 [Venham As Férias / Férias / Romance Férias / A Hora Do Adeus]
- Aí Vêm Os Conchas (1962) - SLEM 2107 [Tentação / Amapola / Mona Lisa / Perfídia]
- Lição de Twist - SLEM 2110 [O Twist Peppermint / Let's Twist Again / Multiplicações / Lição de Twist]
- Somos Jovens (1962) - SLEM 2125 - [La Bamba / Pera Madura / Speedy Gonzalez / Somos Jovens]
- [Sebastião Come Tudo / Uma Guitarra E Um Copo De Vinho / Suzana / Novo Fado Da Severa] - SLEM 2171